# Base aérienne de Lajes

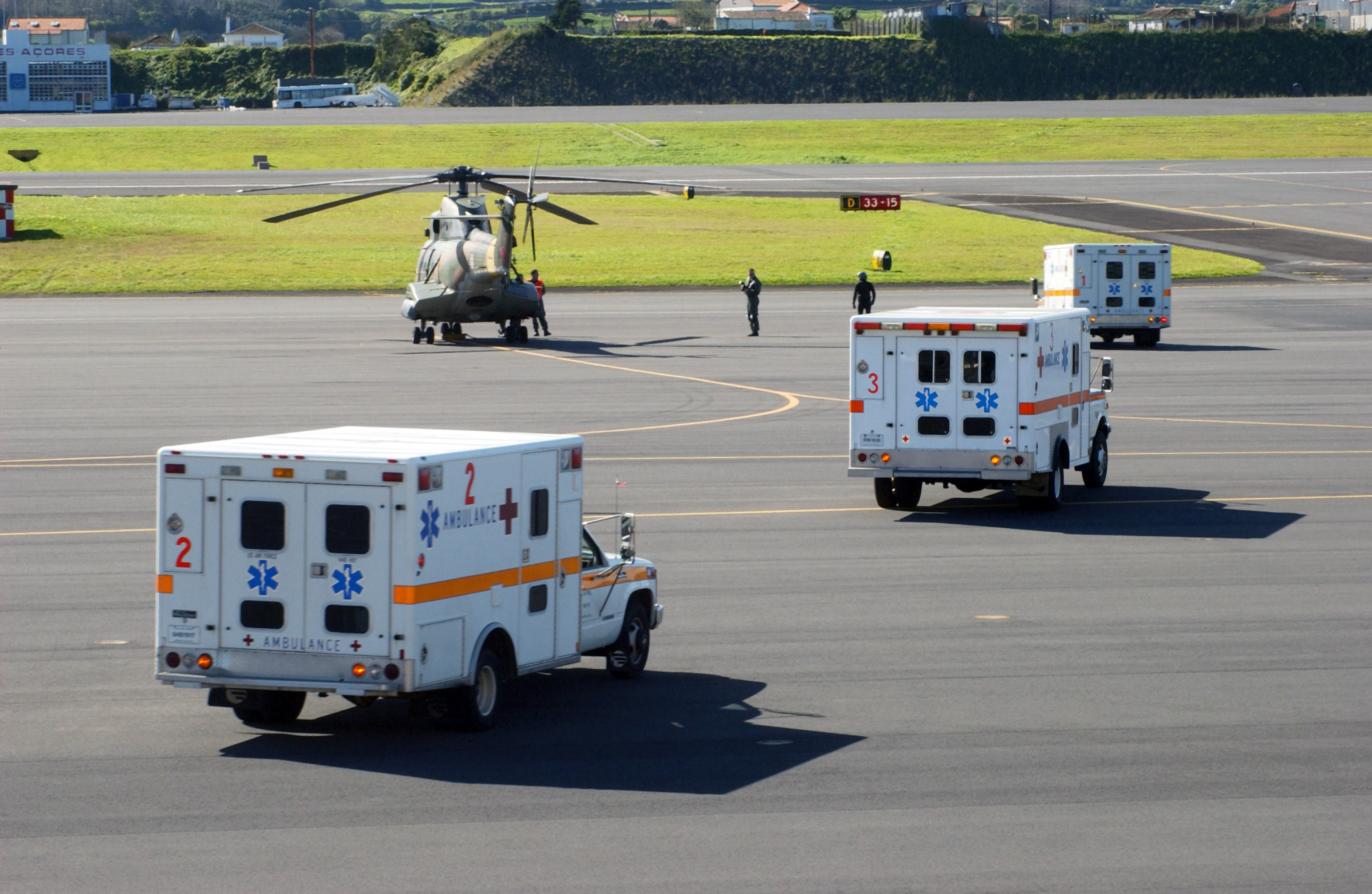
Ambulances de l'USAF et un hélicoptère Puma portugais sur le tarmac.

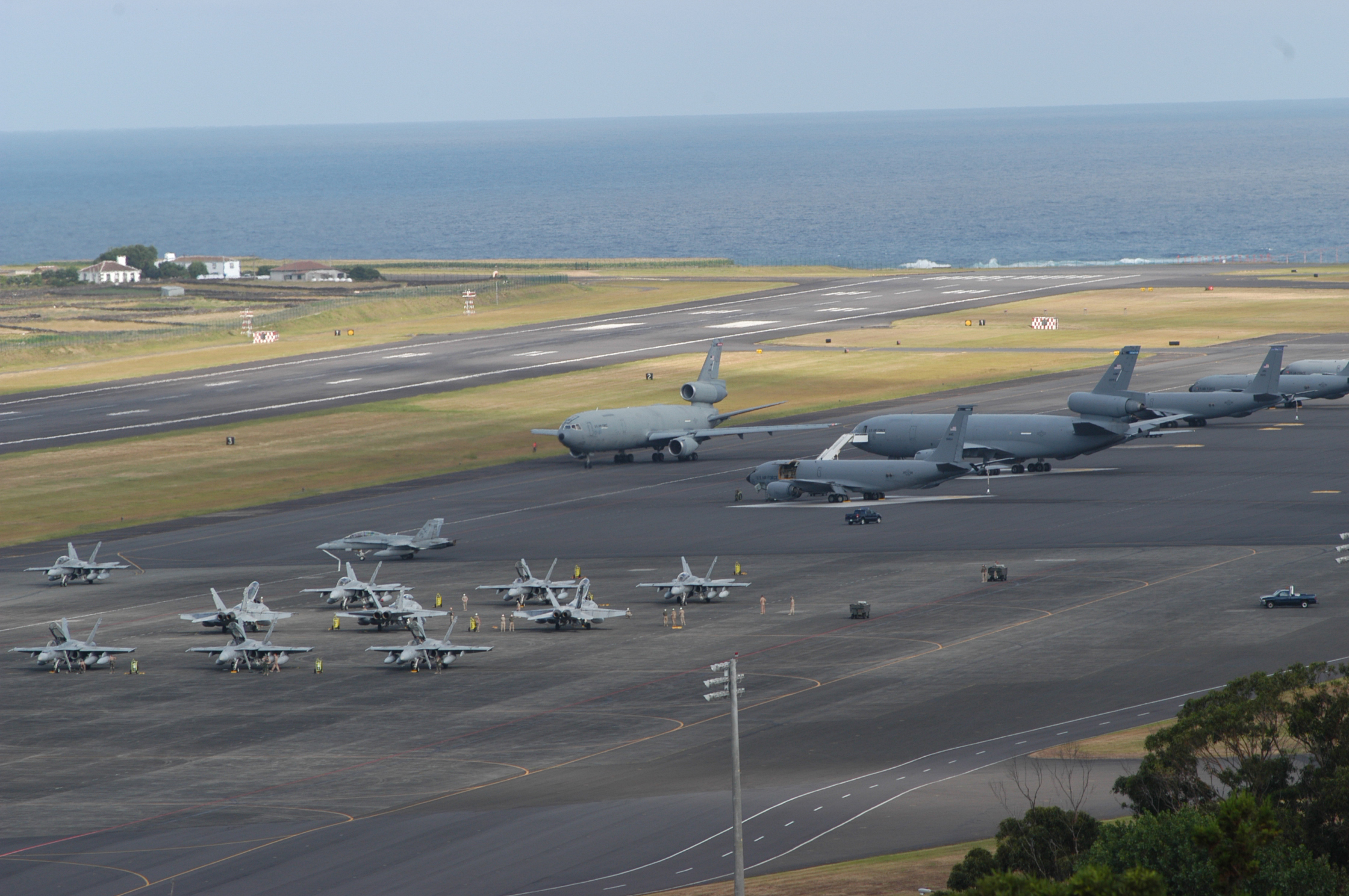
Ravitailleurs KC-135 et KC-10, et chasseurs F/A-18 sur le tarmac de Lajes.

La base aérienne de Lajes ou base aérienne No. 4 (code IATA : TER • code OACI : LPLA) est une base de l'armée de l'air portugaise, utilisée également par l'US Air Force et l'OTAN, située à Praia da Vitória sur la partie nord-est de l'île de Terceira dans l'archipel des Açores (Portugal).
Elle mesure environ 10 km2 et est située à environ 3 680 km à l'est de New York et 1 600 km à l'ouest de Lisbonne, ce qui en fait une base stratégique pour les capacités militaires de l'OTAN, entre l'Amérique du Nord et l'Europe, dans l'Atlantique Nord. Lajes est utilisé chaque année par 15 000 aéronefs dont des chasseurs des États-Unis et de vingt autres pays alliés. La base sert de base de transit pour beaucoup d'avions de l'US Air Force tels que les avions gros porteurs de l'Air Expeditionary Forces. Lajes accueille aussi des bombardiers B-52 et B-1 lors de leurs missions transcontinentales. Lajes sert aussi pour beaucoup d'exercices de l'OTAN, comme l'exercice biennal Northern Viking.
La 65th Air Base Wing, unité de l'US Air Force, y est basée.
La base possède aussi une petite aérogare pour l'aviation commerciale, accueillant des vols réguliers ou charters d'Europe et d'Amérique du Nord, ainsi que du trafic avec les autres îles de l'archipel.
Le 24 août 2001, le vol 236 Air Transat, un Airbus A330 en provenance de Toronto et à destination initiale de Lisbonne, s'est dérouté sur Lajes après être tombé à court de carburant au-dessus de l'Atlantique. Il y a effectué un atterrissage d'urgence, sans ses moteurs, après un vol plané de plus de 20 minutes.
Du fait de sa situation, la base est régulièrement utilisée pour des atterrissages d'urgence des compagnies effectuant la traversée de l'océan Atlantique Nord.
Le 16 mars 2003, la base accueillit un sommet entre George W. Bush, Tony Blair, José María Aznar et José Manuel Barroso, qui aboutit à la déclaration d'un ultimatum lancé à Saddam Hussein, qui scella le déclenchement de la deuxième guerre du Golfe.

## Histoire
La base fut créée en 1941 durant la Seconde Guerre mondiale. Les Açores étaient sous la menace d'une invasion par les Forces alliées ou l'Allemagne nazie, violant la neutralité portugaise. Pour dissuader toute tentative d'occupation des Açores, le gouvernement portugais y envoya des troupes et créa des bases dotées d'une aviation militaire (Gloster Gladiator) en divers endroits de l'archipel.
En 1943, le gouvernement britannique, allié au Portugal depuis 1386 par le traité de Windsor, sollicita auprès de celui-ci l'utilisation de la base de Lajes par la Royal Air Force, ce qu'il accepta. Avant la fin de la Seconde Guerre mondiale, la base fut également utilisée par l'USAF qui ne l'a jamais quittée depuis.
Après la Seconde Guerre mondiale, la base a surtout servi comme base d'appui pour les opérations de reconnaissance et de sauvetage, la reconnaissance météorologique et le transport aérien militaire.
La base a une importance hautement stratégique pour l'armée de l'air des États-Unis (USAF) car elle est située au centre de l'océan Atlantique et sert de point d'appui vers l'Europe et le Moyen-Orient.
En janvier 2015, plus de 600 militaires américains aidés par 900 employés civils locaux stationnent sur le site, on annonce à cette date une baisse à 165 militaires et 400 employés civils dans les années qui viennent.

## Situation
| \| 30 km1:1 849 000 \| Ponta Delgada Flores Horta Santa Maria Terceira Pico São Jorge Corvo Graciosa |
| 30 km1:1 849 000                                                                                     |

## Statistiques
Pour des raisons techniques, il est temporairement impossible d'afficher le graphique qui aurait dû être présenté ici.

Voir la requête brute et les sources sur Wikidata.

## Compagnies et destinations
| Compagnies          | Destinations |
| ------------------- | --- |
| Azores Airlines     | Boston Logan, Lisbonne-H. Delgado, Porto-F. Sá-Carneiro, Toronto (Pearson) En saison: Montréal (P.-E.-Trudeau), New York-John F. Kennedy, Oakland |
| Ryanair             | Lisbonne-H. Delgado, Porto-F. Sá-Carneiro |
| SATA Air Açores     | - Corvo, - Santa Cruz-Flores, - Graciosa, - Horta, - Pico, - Ponta Delgada-Jean Paul II, - São Jorge                                              |
| TAP Air Portugal    | Lisbonne-H. Delgado |
| TUI fly Netherlands | En saison: Amsterdam |

Actualisé le 22/01/2023

## Source
- (en) Cet article est partiellement ou en totalité issu de l’article de Wikipédia en anglais intitulé « Lajes Field » (voir la liste des auteurs).
- « Site officiel de la base aérienne de Lajes »